# Dorian Godon
Dorian Godon (Parijs, 25 mei 1996) is een Frans wielrenner die anno 2024 rijdt voor Decathlon AG2R La Mondiale.

## Carrière
In 2014 wist Godon in twee etappes van de Ronde van Valromey als derde te finishen, wat hem de vierde plaats in het eindklassement opleverde. In juli 2016 werd hij tweede in de Coppa dei Laghi-Trofeo Almar, waar enkel Aleksandr Koelikovski hem wist te verslaan in de sprint.
In 2017 werd Godon prof bij Cofidis, Solutions Crédits, de ploeg waar hij in 2016 al stage bij liep. In juni werd hij, achter Wout van Aert, tweede in de Ronde van Limburg (België). Later dat jaar werd hij onder meer zeventiende in het eindklassement van de Arctic Race of Norway. Hij behaalde in 2018 zijn eerste professionele overwinning in de proloog van de Boucles de la Mayenne. Ook in 2019 schreef hij de proloog in de Boucles de la Mayenne op zijn naam en won hij tevens het jongerenklassement. 
Zijn grootste zege behaalde Godon door in 2023 de Brabantse Pijl te winnen.

## Belangrijkste overwinningen
2018
Proloog Boucles de la Mayenne
2019
Proloog Boucles de la Mayenne
Jongerenklassement Boucles de la Mayenne
2020
Parijs-Camembert
2021
Parijs-Camembert
Ronde van de Doubs
2e etappe Ronde van de Limousin-Périgord
Eindklassement Coupe de France
2023
Brabantse Pijl
Ronde van Veneto
2024
1e en 5e etappe Ronde van Romandië
Puntenklassement Ronde van Romandië
2025
2e etappe Ronde van de Alpes-Maritimes
 Frans kampioen op de weg, elite

## Resultaten in voornaamste wedstrijden
| Jaar | Ronde van Italië | Ronde van Frankrijk | Ronde van Spanje |
| ---- | ---------------- | ------------------- | ---------------- |
| 2017 |                  |                     |                  |
| 2018 |                  |                     |                  |
| 2019 |                  |                     | 77e              |
| 2020 |                  |                     | 38e              |
| 2021 |                  | 75e                 |                  |
| 2022 |                  |                     |                  |
| 2023 |                  |                     | 51e              |
| 2024 |                  | 82e                 |                  |
| 2025 | 84e              |                     |                  |

| Jaar | Milaan-San Remo | Gent-Wevelgem | Ronde van Vlaanderen | Parijs-Roubaix | Amstel Gold Race | Luik-Bast.‑Luik | Waalse Pijl | Parijs-Tours | Brabantse Pijl |
| ---- | --------------- | ------------- | -------------------- | -------------- | ---------------- | --------------- | ----------- | ------------ | -------------- |
| 2017 |                 |               |                      |                |                  |                 |             | 154e         |                |
| 2018 |                 |               |                      |                |                  |                 |             |              | 61e            |
| 2019 | 92e             |               | 86e                  | 68e            |                  |                 |             |              |                |
| 2020 |                 | opgave        |                      |                |                  | 56e             | 79e         |              | 17e            |
| 2021 |                 |               |                      |                | 45e              | 86e             | 59e         |              | 55e            |
| 2022 |                 |               |                      |                | 34e              | opgave          | 74e         | 41e          | 15e            |
| 2023 |                 |               |                      |                | opgave           |                 |             | 60e          | ↑              |
| 2024 |                 |               |                      |                | 36e              |                 | 8e          |              | 23e            |
| 2025 |                 |               |                      |                | 44e              |                 | 56e         |              |                |

### Resultaten in kleinere rondes
| Jaar | Tour Down Under | Parijs-Nice | Tirreno-Adriatico | Ronde van Catalonië | Ronde van Romandië | Critérium du Dauphiné | Ronde van Polen | BinckBank Tour |
| ---- | --------------- | ----------- | ----------------- | ------------------- | ------------------ | --------------------- | --------------- | -------------- |
| 2018 |                 |             |                   | 87e                 |                    |                       |                 |                |
| 2019 |                 |             | 86e               |                     |                    |                       |                 | opgave         |
| 2020 |                 |             |                   |                     |                    |                       | 73e             |                |
| 2021 |                 | 39e         |                   |                     |                    | 54e                   |                 |                |
| 2022 |                 | 34e         |                   | 67e                 |                    |                       | 17e             |                |
| 2023 | 24e             | 38e         |                   | 61e                 | 65e                | 41e                   | 23e             |                |
| 2024 |                 | 31e         |                   | 78e                 | 60e (2)            |                       |                 |                |

(*) tussen haakjes aantal individuele etappeoverwinningen

## Ploegen
- 2016 –  Cofidis, Solutions Crédits (stagiair vanaf 27-7)
- 2017 –  Cofidis, Solutions Crédits
- 2018 –  Cofidis, Solutions Crédits
- 2019 –  AG2R La Mondiale
- 2020 –  AG2R La Mondiale
- 2021 –  AG2R-Citroën
- 2022 –  AG2R-Citroën
- 2023 –  AG2R-Citroën
- 2024 –  Decathlon AG2R La Mondiale
- 2025 –  Decathlon AG2R La Mondiale Team

Ahlstrand · Bagot · N.Bouhanni · R.Bouhanni · Božič · Chetout · Cousin · Edet · Hardy · Hofstetter · Jeannesson · Jõeäär · Laporte · Lemoine · Maté · Molard · Navarro · Perez · Rossetto · Sénéchal · Simon · Soupe · Turgis · Van Staeyen · Vanbilsen · Venturini · Godon (stagiair) · Le Turnier (stagiair)
Bagot · Bonnafond · N. Bouhanni · R. Bouhanni · Chetout · Claeys · Cousin · Edet · Godon · Hofstetter · Laporte · Le Turnier · Lemoine · Maté · Navarro · Perez · Rossetto · Sénéchal · Simon · Soupe · A. Turgis · J. Turgis · Van Genechten · Van Staeyen · Vanbilsen · Venturini · Barceló (stagiair) · Lafay (stagiair) · T. Turgis (stagiair)
Bonnafond · N. Bouhanni · R. Bouhanni · Chetout · Claeys · Edet · Godon · Jesús Herrada · José Herrada · Hofstetter · Lafay · Laporte · Le Turnier · Lemoine · Maté · Navarro · Perez · Rossetto · Simon · Soupe · Teklehaimanot · A. Turgis · J. Turgis · Van Lerberghe · Van Staeyen · Vanbilsen · Morin (stagiair) · Puppio (stagiair) · Skaarseth (stagiair)
Bagdonas · Bardet · Bidard · Bouchard · Cherel · Chevrier · Cosnefroy · Denz · Dillier · Domont · Dumoulin · Dupont · Duval · Frank · Gallopin · Gastauer · Geniez · Godon · Gougeard · Hänninen · Jauregui · Latour · Naesen · Paret-Peintre · Peters · Vandenbergh · Venturini · Vuillermoz · Warbasse · Champoussin (stagiair) · Hänninen (stagiair) · Jorgenson (stagiair) · Jullien (stagiair)
Bardet · Bidard · Bouchard · Champoussin (vanaf 1 april) · Cherel · Chevrier · Cosnefroy · Dillier · Domont · Duval · Frank · Gallopin · Gastauer · Geniez · Godon · Gougeard · Hänninen · Jauregui · Latour · L. Naesen · O. Naesen · Paret-Peintre · Peters · Tanfield · Vandenbergh · Vendrame · Venturini · Vuillermoz · Warbasse · Jullien (stagiair) · Reugel (stagiair) · Verger (stagiair)
Bidard · Bouchard · Calmejane · Champoussin · Cherel · Cosnefroy · Dewulf · Duval · Franktot en met 20 juni · Gallopin · Gastauer · Godon · Gougeard · Hänninen ·  Jullien · Jungels · L. Naesen · O. Naesen · O'Connor · Paret-Peintre · Peters · Prodhomme · Sarreau · Schär · Touzé · Van Avermaet · Van Hoecke · Vendrame · Venturini · Warbasse · Delphis (stagiair) · Lapeira (stagiair) · Retailleau (stagiair)
Berthet · Bouchard · Calmejane · Champoussin · Cherel · Cosnefroy · Dewulf · Gall · Godon · Hänninen ·  Jullien · Jungels · Lapeira · L. Naesen · O. Naesen · O'Connor · A. Paret-Peintre · V. Paret-Peintre · Peters · Prodhomme · Raugel · Retailleau (vanaf 1/8) · Sarreau · Schär · Touzé · Van Avermaet · Van Hoecke · Vendrame · Venturini · Warbasse · Delphis (stagiair) · Gautherat (stagiair) · Tronchon (stagiair)
Baudin · Berthet · Bonnamour · Bouchard · Cherel · Cosnefroy · Dewulf · Gall · Gautherat · Godon · Hänninen · Labrosse (Vanaf 1/8) ·  Lapeira · L. Naesen · O. Naesen · O'Connor · A. Paret-Peintre · V. Paret-Peintre · Peters · Prodhomme · Raugel · Retailleau · Sarreau · Schär · Touzé · Tronchon · Van Avermaet · Vendrame · Venturini · Warbasse · Chaussinand (stagiair) · Veistroffer (stagiair) · Verschuren (stagiair)
Armirail · Baudin · Bennett · Berthet · Boasson Hagen · Bonnamour (tot 25/3) · Bouchard · Cosnefroy · De Bondt · De Pestel · Dewulf · Gall · Gautherat · Godon · Hänninen · Labrosse · Lafay ·  Lapeira · Naesen · O'Connor · A. Paret-Peintre · V. Paret-Peintre · Peters · Pollefliet · Prodhomme · Retailleau · Touzé · Tronchon · Vendrame · Warbasse